# Kurt Kaul
Kurt Kaul, född 5 oktober 1890 i Brodowo, död 25 december 1944 i Budapest, var en tysk SS-Gruppenführer och generallöjtnant i polisen. Han var Högre SS- och polischef (Höhere SS- und Polizeiführer, HSSPF) i området Südwest från den 6 september 1939 till den 21 april 1943. Från november 1944 ingick han i 22. SS-Freiwilligen-Kavallerie-Division och stupade i slaget om Budapest.

## Utmärkelser
Kurt Kauls utmärkelser
- Järnkorset av andra klassen
- Baltiska korset av första klassen
- Landesorden
- Spänne till Järnkorset av andra klassen
- Krigsförtjänstkorset av andra klassen med svärd
- SS Hederssvärd
- SS-Ehrenring (Totenkopfring)